# Gladstone (Oregon)
Gladstone é uma cidade localizada no estado norte-americano de Oregon, no Condado de Clackamas.

## Demografia
Segundo o censo norte-americano de 2000, a sua população era de 11.438 habitantes.
Em 2006, foi estimada uma população de 12.152, um aumento de 714 (6.2%).

## Geografia
De acordo com o United States Census Bureau tem uma área de
6,5 km², dos quais 6,4 km² cobertos por terra e 0,1 km² cobertos por água. Gladstone localiza-se a aproximadamente 51 m acima do nível do mar.

## Localidades na vizinhança
O diagrama seguinte representa as localidades num raio de 4 km ao redor de Gladstone.